# Vasile Miron
Vasile Miron (n. 15 martie 1945) este un fost deputat român în legislatura 2000-2004, ales în județul Bacău pe listele partidului PSDR care a devenit ulterior PSD. În cadrul activității sale parlamentare, Vasile Miron a fost membru în grupurile parlamentare de prietenie cu Republica Slovenia și Regatul Maroc.
Vasile Miron este profesor de matematică iar în 1990 a fost membru FSN. În perioada 1990-1991, Vasile Miron a fost primar al orașului Comănești.

## Legături externe
- Vasile Miron Arhivat în 17 aprilie 2021, la Wayback Machine. la cdep.ro